# Horto do Esposo
O Horto do Esposo é uma obra literária de caráter religioso, escrita em português por um monge anônimo do Mosteiro de Alcobaça nos finais do século XIV ou inícios do século XV. Trata-se de uma importante fonte para a compreensão da espiritualidade e do pensamento no Portugal da Idade Média.
Do ponto de vista filosófico e espiritual, o livro defende a renúncia aos bens terrenos e aos prazeres mundanos, associados à Fortuna, com o consequente elogio à contemplação e à busca pessoal da salvação e da verdade eterna. De forte caráter místico, o autor revela influências da obra de Petrarca e do pensamento ascético de Bernardo de Claraval.
O Horto do Esposo foi uma obra de muito êxito no século XV, sobrevivendo atualmente dois manuscritos derivados da biblioteca do Mosteiro de Alcobaça e um incompleto proveniente do Mosteiro do Lorvão. Sabe-se também que a obra esteve presente na livraria pessoal do rei D. Duarte (1391-1438).
Outra obra de religiosidade mística escrita na mesma época em Alcobaça é o Bosco Deleitoso, com o qual o Horto do Esposo é frequentemente comparado.
O Horto do Esposo foi impresso pela primeira vez em 1956 em uma edição crítica de Bertil Maler.